# Aokigahara
Aokigahara (Japans: 青木ヶ原) Blauwebomenvlakte, tevens bekend als: Jukai (Japans: 樹海) Zee van Bomen,  is een bos dat ligt aan de noordwestelijke voet van de vulkaan Fuji, in het zuidoosten van de Yamanashi prefectuur in Japan, 100 kilometer ten zuidwesten van de metropool Tokio. Het bos heeft internationale bekendheid vergaard omdat met enige regelmaat mensen zelfmoord plegen in dit bos, hierom wordt het bos soms ook wel het zelfmoordbos genoemd.

## Etymologie
- Aokigahara is de romaji-transliteratie van de kanji en katakana: 青木ヶ原. Het eerste deel is opgebouwd uit: 青 [ao] "blauw" en 木 [ki] "boom" beiden in de kun-lezing. Het Katakana-karakter ヶ [ga] functioneert hier als een bezittelijk partikel dat het tweede deel van de samenstelling, in dit geval: 原 [hara] "veld", eveneens in de kun-lezing, het bezit maakt van: 青木 [aoki] "blauwe bomen". Grofweg kan 'Aokigahara' worden vertaald als: Blauwebomenvlakte of Vlakte van de blauwe bomen.

- Jukai is de romaji-transliteratie van de kanji: 樹海. Het is een samenstelling van het zelfstandig naamwoord: 樹 [ju] boom, in de on-lezing en het zelfstandig naamwoord 海 [kai] zee of oceaan, eveneens in de on-lezing. Grofweg kan 'Jukai' worden vertaald als: Zee van bomen.

## Geografie
De bodem bestaat grotendeels uit vulkanisch gesteente en het is er moeilijk graven met handgereedschap of graafmachines. De grotten die gevonden zijn in dit bos bestaan uit rots en ijs, zelfs in de zomer. Er zijn toeristische attracties zoals: de Narusawa ijsgrot en de Fugaku windgrot.

## Suïcides
Het Aokigaharabos wordt ook nogal eens het Zelfmoordbos genoemd. Men vermoedt dat ten minste een deel van die zelfmoorden zijn geïnspireerd door de roman 波の塔 [nami no tō] "Golftoren" van Japans auteur: Seichō Matsumoto. In deze roman plegen twee verliefden zelfmoord in het bos. Na publicatie van het boek zijn er diverse levenloze lichamen gevonden die het boek van Matsumoto bij zich droegen.  In 2003 werden 105 lichamen gevonden in Aokigahara, dat het record van 78 in 2002 overschreed. De Japanse overheid is gestopt met het publiceren van zelfmoordcijfers in Aokigahara in 2004, dit met het doel om mensen niet te inspireren zelfmoord te plegen in het bos. Het hoge aantal zelfdodingen in het bos heeft ertoe geleid dat er borden zijn geplaatst waarop mensen die zelfmoord overwegen worden opgeroepen om hulp te gaan zoeken in plaats van de daad bij het woord te voegen. Teksten zoals: "Jouw leven is iets waardevols dat jou is gegeven door jouw ouders" en "Mediteer nogmaals op je ouders, broers en zusters, en jouw kinderen. Blijf niet alleen met je zorgen." Op de borden staan tevens telefoonnummers van hulpinstanties. Jaarlijks, voor het hoogseizoen, worden alle lichamen verwijderd en waar mogelijk geïdentificeerd. Soms worden er in Aokigahara menselijke resten gevonden, maar deze zijn meestal minstens enkele jaren oud en bestaan grotendeels uit beenderen. De skeletten zijn niet altijd compleet, wat duidt op de aanwezigheid van roofdieren.

### Logan Paul-controverse
Op 31 december 2017 heeft de Amerikaanse YouTuber en worstelaar Logan Paul een vlog geüpload waarin hij met zijn entourage in Aokigahara het lichaam toont van een man die zich recentelijk aldaar had verhangen. De video genaamd: "We found a dead body in the Japanese Suicide Forest", werd binnen 24 uur meer dan 6,3 miljoen keer bekeken en leidde tot een golf aan kritiek, zowel in Japan als internationaal. Paul heeft kort daarna zijn excuses aangeboden voor de video en stelde dat hij het bewustzijn voor suïcide en suïcidepreventie wilde vergroten.

## Mythes
Het is een oud bos met vele legendes; zo zou er in het verleden het gebruik van ubasute (het achterlaten van verzwakte ouderen) hebben plaatsgevonden; zouden er monsters, geesten en kobolden in dit bos wonen, wat extra bijdraagt aan het sinistere imago van het bos. Een populaire mythe is dat er zich ondergronds magnetisch ijzer bevindt dat de kompassen van reizigers doet disfunctioneren zodat ze verdwalen. Het Amerikaanse en Japanse leger doen regelmatig trainingen in Aokigahara, waarbij de kompassen echter wél blijken te functioneren.

## Media
In 2004 is er een film over Aokigahara uitgebracht (Ki no Umi, Engelse titel: Jyukai - The Sea of Trees Behind Mt. Fuji), door regisseur: Takimoto Tomoyuki. In 2015 kwam er weer een film uit met de titel The Sea of Trees en in 2016 is er een horrorfilm over dit bos verschenen, The Forest.